# Шикачик темнокрилий
Шика́чик темнокрилий (Coracina boyeri) — вид горобцеподібних птахів родини личинкоїдових (Campephagidae). Мешкає на Новій Гвінеї та на сусідніх островах.

## Підвиди
Виділяють два підвиди:
- C. b. boyeri (Gray, GR, 1846) — острови Салаваті[en] і Місоол (архіпелаг Раджа-Ампат), острів Япен, півострів Чендравасіх і північ Нової Гвінеї;
- C. b. subalaris (Sharpe, 1878) — південь і південний схід Нової Гвінеї.

## Поширення і екологія
Темнокрилі шикачики живуть у вологих рівнинних і гірських тропічних лісах та мангрових лісах Індонезії і Папуа Нової Гвінеї.